# شهرستان ویرتن
شهرستان ویرتن (به فرانسوی: Virton) در استان لوکزامبورگ  در منطقه فدرال والوون در کشور بلژیک واقع شده‌است.

## شهرها
1. شینی
2. اتل
3. فلوران ویل
4. ابه
5. مکس-دوان-ویرتن
6. موسون
7. روروآ
8. سن-لژه
9. تنتینی
10. ویرتن